# Robert Kovač
Robert Kovač, hrvaški nogometaš in trener, * 6. april 1974, Zahodni Berlin, Zahodna Nemčija.
V svoji karieri je igral za klube: Hertha Zehlendorf (1994-95), Nürnberg (1995-96), Bayer Leverkusen (1996-2001) in Bayern München (2001-2005). 
Skupaj z bratom, Nikom, je nekdanji član hrvaške nogometne reprezentance.